# Григорій Чудотворець
Григорій Чудотворець (дав.-гр. Γρηγόριος ὁ Θαυματουργός лат. Gregorius Thaumaturgus), відомий теж як Григорій Неокесарійський (дав.-гр. Γρηγόριος Νεοκαισαρείας, ~213 Неокесарія -~270 Токат) — ранньо-християнський святий, єпископ Неокесарії (столиці Понту в Малій Азії), чудотворець.
Про нього свідчать Григорій Ніський і Євсевій Кесарійський. Великий шанувальник Оригена. Сподівався знайти у філософії істину.

## Життєпис
Григорій Неокесарійський народився у знатній поганській родині в Неокесарії Понтійській на території Малої Азії (сучасне турецьке місто Ніскар в провінції Токар). Єронім Стридонський повідомляє. що Григорій Чудотворець спочатку носив ім'я «Феодор». Євсевій Кесарійський розповідає, що до Оригена в Кесарію Палестинську приходило багато учнів не тільки з місцевих жителів, а й звідусіль і зазначає, що з них він знає як найбільш видатних — Феодора, який тотожний зі знаменитим серед сучасних Євсевію єпископів Григорієм Чудотворцем, і брата його Афінодора.
Зміна імені була ймовірна пов'язана з хрещенням. На думку А.Крузеля, св. Григорій був першим християнином, що носять виразно християнське ім'я «Григорій» («чуйний, пробуджений»); дослідник зазначає також відсутність відомостей про те, що це ім'я використовувалося у язичників, таким чином. Григорій Чудотворець, ймовірно, був першою людиною, який мав це ім'я. Святитель походив із знатної і багатої родини: мати хотіла дати йому таку освіту, яке отримували діти благородного походження. Сімейна обстановка, характер освіти, плани щодо життєвої кар'єри, мова творів свідчать про приналежність св. Григорія Чудотворця до нащадків грецьких поселенців в Неокесарії.
До Христової віри Григорій навернувся у 238 році, а незабаром його висвятили на єпископа його рідного міста, і займав він цю посаду тридцять років. Люди у його єпископській столиці були дуже грішними, у місті було лише сімнадцять християн, тож Григорій з великою ревністю взявся до духовної праці над наверненням поган. Бог наділив Григорія даром чудотворення і він молитвою лікував недужих, водночас навертаючи їх до правдивої віри. Коли відновилось переслідування християн, владика переховувався в горах. У 264 році відбувся в Антіохії Собор, на якому Григорій разом з іншими єпископами засудив єретичне вчення єпископа Павла зі Самосати.

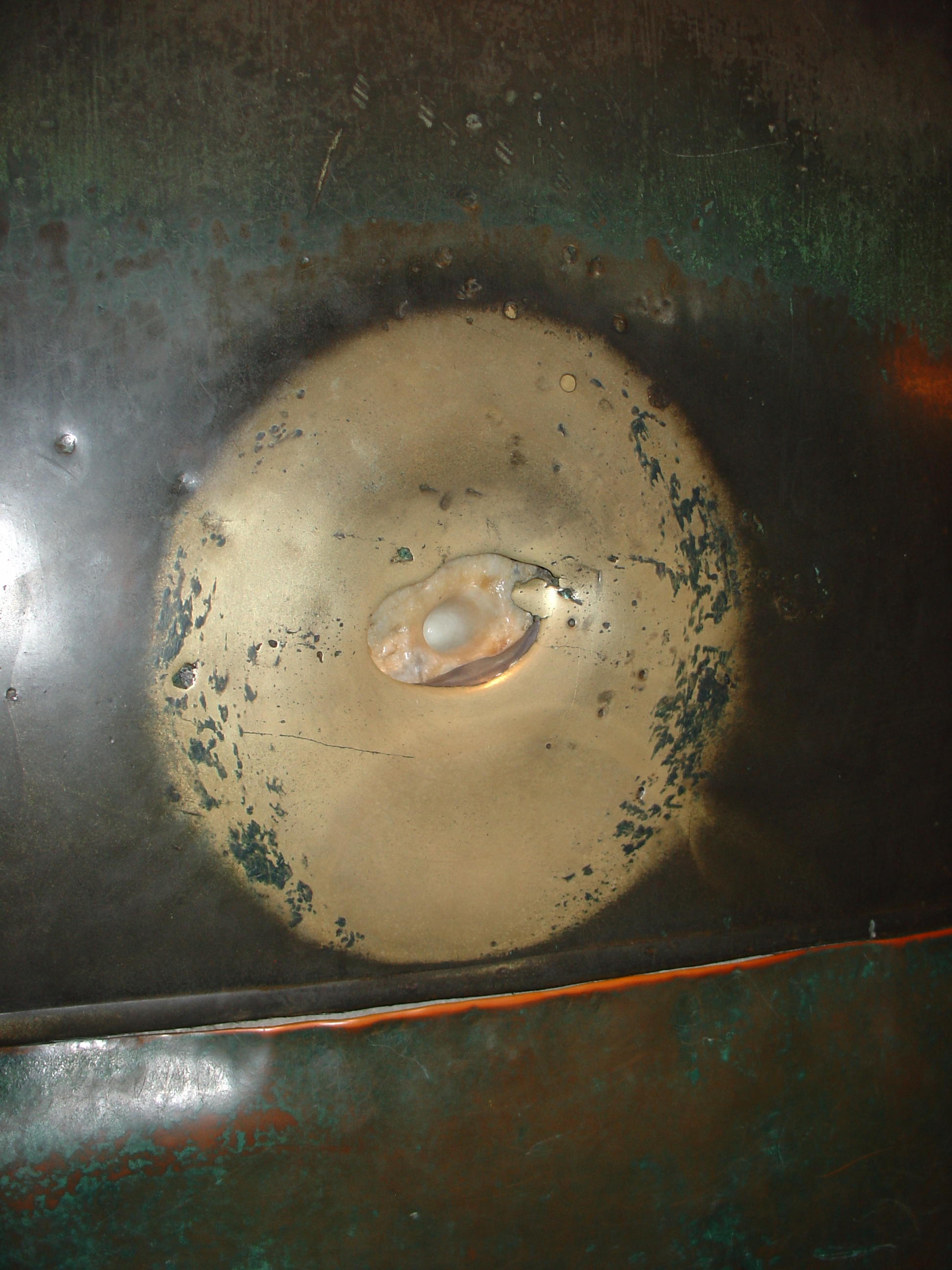
Чудотворна колона Григорія Чудотворця в Храмі св. Софії в Константинополі

Під час гоніння на християн за імператора Деція (у 250-х роках), Григорій Чудотворець, подібно св.Діонісію, єпископу Александрійському, і св.Кипріяну, єпископу Карфагенському, пішов в довколишні гори, де чудесно уникнув переслідувачів.
У життєписі Григорія записано, що перед смертю він поцікавився, скільки в місті залишилося поган — виявилося, що тільки сімнадцять. Помер св. Григорій Чудотворець за царювання імператора Авреліана між 270 і 275 рр. Згодом його святі мощі перенесли до монастиря в Калабрії в Південній Італії.
Ім'я «Чудотворець» (Thaumatourgos) утвердилося за Григорієм з V століття. До цього святитель іменувався або як «Григорій Великий» (святителі Василій Великий, Григорій Ніський, Григорій Богослов, диякон Василь в «Діяннях» Ефеського Собору (431), Євсевій Дорілейскій (448), Євтихій (449), Евіпп Неокесарійський (бл. 457)), або просто як «Григорій» (Руфін (402), Єронім (392), Сократ Схоластик (440)). Євсевій Кесарійський іменував його «знаменитим», а історик церкви Созомен — «видатним».

## Відомі твори
«Панагерик Оригену» виголошений ще при житті Оригена, Символ віри, «канонічне послання Григорія до єпископів Понта» — де говорить про гріхи єпископів, «до Феополіта» — де мова йде про можливість та неможливість страждання Христа. Написав проповіді на свята.